# Uranotaenia rachoui
Uranotaenia rachoui är en tvåvingeart som beskrevs av Xavier och Silva Mattos 1970. Uranotaenia rachoui ingår i släktet Uranotaenia och familjen stickmyggor. Inga underarter finns listade i Catalogue of Life.